# Линдберг, Маркус (датский футболист)
Маркус Линдберг (дат. Marcus Lindberg; род. 27 июня 2000) — датский футболист, полузащитник шведского «Сириуса».

## Клубная карьера
На юношеском уровне выступал за «АБ Гладсаксе» и «Люнгбю». Затем перешёл в «Видовре», где присоединился к молодёжной команде клуба. В середине 2019 года был переведён в основную команду. В её составе 1 сентября дебютировал в первом датском дивизионе в матче против «Веннсюсселя», появившись на поле в середине второго тайма. Через неделю после дебюта подписал с клубом первый профессиональный контракт, рассчитанный на два года. В 2023 году вместе с командой занял второе место в турнирной таблице и вышел в Суперлигу. В этом сезоне Линдберг в 31 матче забил 11 мячей и оформил семь результативных передач. 21 июля 2023 года в первом туре против «Мидтьюлланна» дебютировал в чемпионате Дании.
26 января 2024 года перешёл в шведский «Сириус», подписав соглашение, рассчитанное на четыре с половиной года. Первую игру за новый клуб провёл 18 февраля в рамках группового этапа кубка Швеции против «Утсиктена».

## Клубная статистика
| Выступление      | Выступление      | Выступление      | Лига | Лига | Кубки | Кубки | Конт. кубки | Конт. кубки | Итого | Итого |
| Клуб             | Лига             | Сезон            | Игры | Голы | Игры  | Голы  | Игры        | Голы        | Игры  | Голы  |
| ---------------- | ---------------- | ---------------- | ---- | ---- | ----- | ----- | ----------- | ----------- | ----- | ----- |
| Видовре          | 1-й дивизион     | 2019/20          | 20   | 0    | 0     | 0     | 0           | 0           | 20    | 0     |
| Видовре          | 1-й дивизион     | 2020/21          | 31   | 6    | 1     | 0     | 0           | 0           | 32    | 6     |
| Видовре          | 1-й дивизион     | 2021/22          | 31   | 5    | 5     | 3     | 0           | 0           | 36    | 8     |
| Видовре          | 1-й дивизион     | 2022/23          | 31   | 11   | 0     | 0     | 0           | 0           | 31    | 11    |
| Видовре          | Суперлига        | 2023/24          | 14   | 0    | 3     | 2     | 0           | 0           | 17    | 2     |
| Видовре          | Итого            | Итого            | 127  | 22   | 9     | 5     | 0           | 0           | 136   | 27    |
| Сириус           | Алльсвенскан     | 2024             | 0    | 0    | 3     | 0     | 0           | 0           | 3     | 0     |
| Сириус           | Итого            | Итого            | 0    | 0    | 3     | 0     | 0           | 0           | 3     | 0     |
| Всего за карьеру | Всего за карьеру | Всего за карьеру | 127  | 22   | 12    | 5     | 0           | 0           | 139   | 27    |